# 7536 Fahrenheit
För andra betydelser, se Fahrenheit (olika betydelser).
7536 Fahrenheit eller 1995 WB7 är en asteroid i huvudbältet som upptäcktes den 21 november 1995 av de båda japanska astronomerna Takeshi Urata och Yoshisada Shimizu vid Nachi-Katsuura-observatoriet. Den är uppkallad efter den tyske fysikern Daniel Gabriel Fahrenheit.
Asteroiden har en diameter på ungefär 24 kilometer.